# يل درة سي
يل درة سي هي قرية في مقاطعة كليبر، إيران. عدد سكان هذه القرية هو 19 في سنة 2006.